# Четиринадесет свети помощници
Четиринадесетте свети помощници са християнски светци, които се почитат в традицията на Римо-католическата църква, като обща група от времето на епидемия от чума в периода (1346-1349), част от пандемията Черната смърт. Смятат се за светци-закрилници от разнообразни болести и беди, включително и такива постигащи домашните животни и любимци, както и на хора от различни професии и социални прослойки.

## Списък
Тяхното почитание (в група) се разпространява отначало в Германия (Свещената Римска империя), а оттам - и по други земи. Били са почитани заедно на 8 август. Четиринадесетте свети помощници се почитат и отделно - под имената посочени по-долу и различни техни регионални варианти; и техните празници (според Григорианския и Новоюлианския календар) са:
- Акакий Кападокийски, наричан и Свети Агатий - (28 юли)
- Света Варвара, наричана и Света Барб - (4 декември)
- Свети Вит, наричан и Свети Гай - (15 юни)
- Власий Севастийски, наричан и Свети Блейз/Влас/Блез - (3 февруари)
- Свети Георги Победоносец, наричан и Свети Георг/Джордж - (23 април и 6 май)
- Дионисий Парижки, наричан и Свети Денис/Дени - (9 октомври)
- Евстатий Плакида, наричан и Свети Йосташ - (20 септември)
- Света Екатерина, наричана и Света Катерина - (25 и 24 ноември)
- Свети Кириак, различен от източноправославния светец Кириак Йерусалимски - (8 август)
- Света Марина, наричана и Света Маргарита - (20 юли)
- Свети Пантелеймон, наричан и Свети Панталеон - (27 юли)
- Свети Христофор, наричан и Свети Кристоф - (25 юли)
- Свети Егидий, наричан и Свети Жил - (1 септември)
- Свети Еразъм, наричан и Свети Елмо - (2 юни)

## Застъпничества
Макар, че и в група е можело да се призовават срещу чумата, специално като към закрилници от нея на хората се е утвърдило да се отправят молитви към светците Егидий и Христофор, а за подобна защита, предполагаемо оказвана на добитъка - към светиите Георги , Елмо, Панталеон и Вит. Последният, освен защитник на животните е и закрилник от тях, - особено от отровни и бесни, - а също и пазител от бури и мълнии и от болестите епилепсия и хорея (както и от специфичната болест на Свети Вит - танцувална лудост/танцуване до смърт, малко или повече неоснователно отъждествявана с хореята). Свети Георги се възприема и като светец-покровител на войниците, а Христофор - на пътниците (считало се е че е посмъртен защитник на хора сполетени от внезапна смърт, но също и че пази от такава). Предвид средновековното убеждение, че заболяванията се причиняват от демони, за особено важна светица се е смятала Света Марина, която според легендата за нея е успяла да надвие самия Сатана и съответно са и се молили за защита от зли сили, но освен това тя е считана и за помощница на родилките. Другите две светици в групата са смятани най-вече покровителки срещу внезапна (или в неподходящ момент - например от родилна треска при раждане или в резултат на пожар) смърт и от такава на работното място, но също и за помощници на хората от различни професии, свързани с техните легендарни особености и подробности от житиетата им. Например на Варвара се приписва закрилничество над артилеристите и миньорите, а на Екатерина - над занаятчиите, учените и коларите. Тя е и пазителка на девойките, а особено - на студентките. Култът към Пантелеймон също е свързан с науката, но по-специално - с медицината, тъй като той е считан за покровител на лекарите и акушерките; причината, която се изтъква е че и сам той е бил лечител. На подобно основание Свети Йосташ/Евстатий Плакида е обявен за закрилник на ловци, трапери и на всеки, който се сблъсква с проблеми (според преданието е бил голям ловец и виден военачалник, който изпаднал в бедност и забвение и години наред живял като селски ратай или като роб, при това вярвайки, че е изгубил семейството си, което смятал за загинало; заради последното е призоваван и срещу семейни раздори). От друга страна, макар и без да е бил моряк, Еразъм е считан за помощник на моряците, но и срещу чревни заболявания, а Агатий - срещу болки в главата (понеже е уцелен със стрела в своята). Свети Денис е призоваван за същото, но и срещу демонично обсебване (екзорсизмът се подкрепя и от Свети Кириак, който помага и срещу изкушения на смъртно легло), докато Власий пази, според легендата, от болки в гърлото, той е известен и като закрилник на децата. Също с тях, но в най-ранна възраст, е свързан култът към Свети Егидий, който освен като основен пазител от чумата се възприема и като закрилник на кърмещите майки (и на сакати, просяци и ковачи). Призоваван е и за помощник за добра изповед, а също и за закрила от епилепсия, психични заболявания и кошмари.